# Shane Lynch

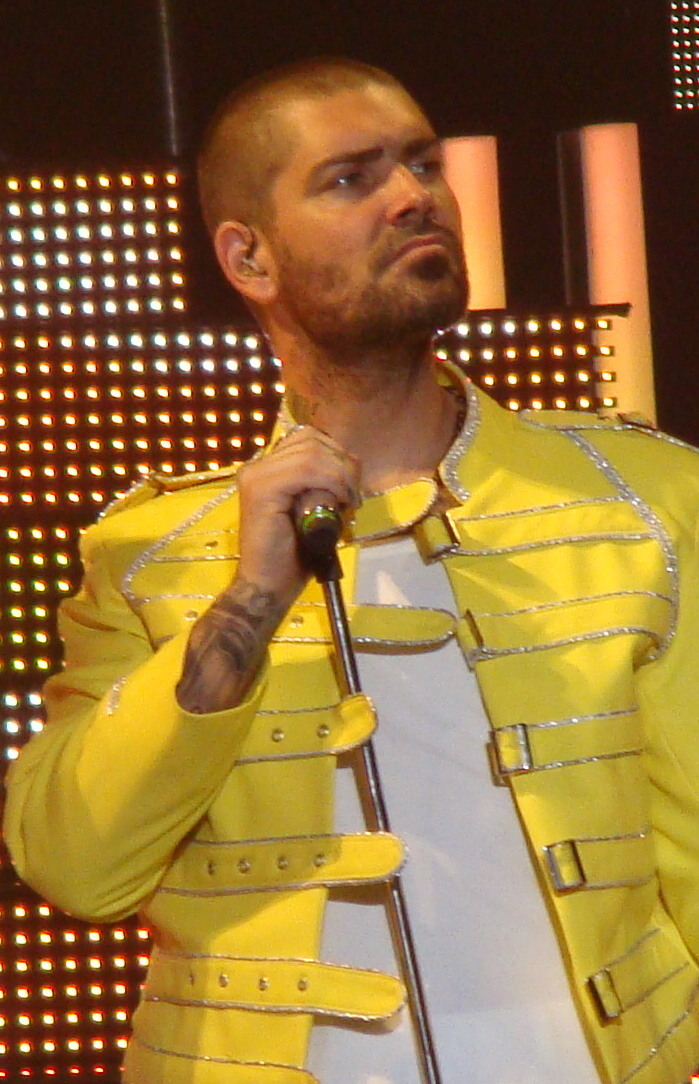
Shane Lynch, 2009

Shane Lynch (nascido Shane Eamon Mark Stephen Lynch em 3 de julho de 1976, em Dublin) é um cantor pop irlandês e vocalista da boy band Boyzone. No passado, também dedicou-se ao automobilismo - onde sofreu um grave acidente - e participou de diversos reality shows locais.